# Ruginoasa (Neamț)
Ruginoasa is een Roemeense gemeente in het district Neamț.
Ruginoasa telt 1993 inwoners.